# Xi Zezong
Xi Zezong (chinês tradicional: 席澤宗, chinês simplificado: 席泽宗, pinyin: Xí Zézōng)(nascido em Yuanqu, Shanxi, em 6 de junho de 1927) é um historiador de astronomia chinês, primariamente conhecido por sua descoberta na história da antiga China sobre uma referência à observação em olho nu de Ganímedes por Gan De, cerca de dois milênios antes da descoberta oficial por Galileu Galilei em 1610.